# 検査局
検査局（けんさきょく）は、かつて存在した金融庁の内部部局の一つ。民間金融機関等の検査を所掌事務としていた。

## 沿革
- 1998年（平成10年）6月22日、金融監督庁の発足に伴い、大蔵省大臣官房金融検査部を廃止し、金融監督庁検査部を設置。
- 2000年（平成12年）7月1日、金融監督庁の金融庁への改組に伴い、金融庁検査部となる。
- 2001年（平成13年）1月6日、中央省庁再編、金融再生委員会の廃止により、金融庁が内閣府の外局となるに伴い、検査部は、検査局に昇格。
- 2018年（平成30年）7月17日、総務企画局と検査局が廃止され、総合政策局と企画市場局を設置[1]。

## 組織
- 総務課
- 審査課
- 検査監理官